# هیلدا اشپیلا
هیلدا اشپیلا (انگلیسی: Hilde Spiel؛ ۱۹ اکتبر ۱۹۱۱ – ۳۰ نوامبر ۱۹۹۰) روزنامه‌نگار، مترجم و نویسنده اتریشی بود که جوایز متعددی را دریافت کرد.
وی همچنین برندهٔ جوایزی همچون مدال گوته شده‌است.

## زندگی‌نامه

### دوران جوانی در وین
هیلدا اشپیلا در اکتبر ۱۹۱۱ در خانواده ای یهودی در وین متولد شد. پدربزرگ پدری او در وین به عنوان یک فروشنده، شاغل بود و در منطقه ۱ پایتخت زندگی می‌کرد. پدر و مادر او در بزرگسالی کاتولیک رومی شدند، پدر او مهندس شیمی و افسر ارتش اتریش-مجارستان در طول جنگ جهانی اول بود.

### تحصیلات و مهاجرت
پس از گذراندن امتحان پایان دوره متوسطه در مدرسه مشهور شوارتزوالد، رشته فلسفه را در دانشگاه وین و تحت نظر موریتس شلیک همراه با دیگران گذراند. از ۱۹۳۳ تا ۱۹۳۵ در مرکز تحقیقات روانشناسی صنعتی در دانشگاه وین مشغول به کار شد؛ در سال ۱۹۳۳ به حزب سوسیال‌دموکرات اتریش (که در سال ۱۹۳۴ ممنوع شد) پیوست و دو رمان اول خود را طی این دوران نوشت. در سال ۱۹۳۶ وی با نویسنده آلمانی پیتر دو مندلسون، ازدواج کرد که همانند او، در همان سال به دلیل ظهور نازیسم در کشورشان به لندن مهاجرت کرد. این زوج در وین ملاقات کرده بودند و قصد داشتند در لندن ازدواج کنند، اما هیلدا اشپیلا عزیمت وی را به تأخیر انداخت تا اینکه دکترای خود را در رشته فلسفه به اتمام برساند. تصمیم نهایی وی برای ترک شهر محل زندگی خود پس از قتل همراه با انگیزه سیاسی موریتس شلیک توسط یک دانشجوی سابق تقویت شد.